# Ladue
Ladue és una població dels Estats Units a l'estat de Missouri. Segons el cens del 2000 tenia 8.645 habitants.

## Demografia
Segons el cens del 2000, Ladue tenia 8.645 habitants, 3.414 habitatges, i 2.598 famílies. La densitat de població era de 388,6 habitants per km².
Dels 3.414 habitatges en un 31,4% hi vivien nens de menys de 18 anys, en un 70,6% hi vivien parelles casades, en un 4% dones solteres, i en un 23,9% no eren unitats familiars. En el 22,8% dels habitatges hi vivien persones soles el 14,4% de les quals corresponia a persones de 65 anys o més que vivien soles. El nombre mitjà de persones vivint en cada habitatge era de 2,51 i el nombre mitjà de persones que vivien en cada família era de 2,94.
Per edats la població es repartia de la següent manera: un 24,5% tenia menys de 18 anys, un 3,5% entre 18 i 24, un 16,9% entre 25 i 44, un 32,2% de 45 a 60 i un 22,8% 65 anys o més.
L'edat mediana era de 48 anys. Per cada 100 dones de 18 o més anys hi havia 88,4 homes.
La renda mediana per habitatge era de 141.720 $ i la renda mediana per família de 179.328 $. Els homes tenien una renda mediana de 100.000 $ mentre que les dones 51.678 $. La renda per capita de la població era de 89.623 $. Entorn de l'1,4% de les famílies i el 2,1% de la població estaven per davall del llindar de pobresa.

## Poblacions més properes
El següent diagrama mostra les poblacions més properes.